# H.V. Mansfeld-Büllner
Harald Valdemar Mansfeld-Büllner (stavede selv navnet Mansfeld-Bûllner) (29. september 1842 i København – 22. maj 1900 i Wiesbaden) var en dansk fabrikant, møntsamler og tyrkisk generalkonsul.
Han kom efter sin konfirmation i handelslære hos købmand Mackeprang i Nakskov og kom derefter en tid til Nykøbing Falster. Efter at han i krigen 1864 havde været frivillig soldat og var blevet løjtnant, tog han hjem til København og etablerede en forretning.
Han trådte i kompagniskab med en barndomsven, fotograf Lassen, og dannede firmaet Mansfeld-Büllner & Lassen, som handlede med kemiske sager, parfumer samt "Brahma-Livs-Elixir"; en bitter, som han fra 1871 selv fabrikerede. Han havde fabrikker både i København og Malmø, hovedkontor på Frederiksberggade og havde stor handel med sin bitter, for hvis salg han iværksatte en stor reklame og blev en foregangsmand inden for reklame.
Eliksiren blev så kendt, at den figurerede i en revyagtig forestilling på Casinoteatret, Nytaarsnat 1872-73, hvor komikeren Sophus Neumann parodierede produktet. Senere samme sæson blev der refereret til eliksiren igen i operette-farcen Malabarenken.
Samtidig med sit virke som erhvervsleder blev han 1891 det Osmanniske Riges generalkonsul i Danmark og var ikke mindst en kendt møntsamler og numismatiker. Ved hans død i 1900 blev møntsamlingen købt af Isak Glückstadt.
Han er også kendt for sin nu nedrevne villa i særpræget orientalsk stil, Villa Hasa, der blev opført på Strandvejen i Skovshoved 1898 ved arkitekten A.O. Leffland. Den måtte i 1938 vige for anlæggelsen af Kystvejen, der medførte en forlængelse af Hvidørevej hen over Mansfeld-Büllners tidligere grund.
Han nåede dog ikke at nyde sin nye bolig i lang tid, for på en rejse til Wiesbaden, hvorfra han ville have taget til Konstantinopel, blev alvorligt syg og afgik ved døden 22. maj 1900.
Mansfeld-Büllner blev gift 4. august 1870 med Andrea Johanne Alvilda Rieneck (4. marts 1849 – 30. april 1922), datter af skræddermester Georg Wilhelm Rieneck.
Han er begravet i Sankt Petri Kirke, hvor der står en statue af ham.

## Forfatterskab
- Afbildninger af samtlige hidtil kjendte Mønter fra Tidsrummet 1241-1377, 1887.
- Vort aarhundredes militaire Ordener og Hæderstegn: Fortegnelse over Generalkonsul H. Mansfeld-Bûllners militaire Ordens- og Medaille-Cabinet i Kjøbenhavn, 1889. Online hos Google Books
- Familien Mansfeld-Bûllners Vaaben, 1899.